# 早午餐
早午餐（英語：brunch，由早餐 breakfast 和午餐 lunch 兩詞合成），又稱旿餐，是介於早餐和午餐的餐點，通常用餐於早上10點半至下午2、3點的時段。旿餐發源自英國19世紀後期，流行於1930年代的美國。通常在週日，因為種種緣故（如起床較遲或基督徒早晨上教堂等說法）不能忽略普通意義上的早餐，而在早餐和午餐之間的時間進餐。其份量比早餐豐富，但食物種類則相似；有另一說為中午時間以早餐食物為午餐之內容。

## 文字起源
1896年的牛津英文字典引用Punch 雜誌獵人周刊裡（Hunter's Weekly）該用語於1895年在英國創造，出現在作家Guy Beringer的文章“Brunch：A Plea”中，描述在星期日的餐點是給「星期六晚上大吃大喝」的人，出自作家Guy Beringer所撰寫的 "Brunch: A Plea"
除了英格蘭提早的周日晚餐時間外，還有重磅炸肉餅的痛苦教訓和最後美味的派，為什麼不在中午時分開始新的一餐，以茶或咖啡，橘子醬和早餐裡會有的食物，然後再轉向更重的用餐時間呢？為了讓星期天不需要早起，早午餐是個很好的選擇，而且會讓星期六晚上的車夫能好好休息。它也會以其他方式讓人類的生活變得更加美好。“早午餐是開朗，有利於交際和讓人變得更有活力的。” 貝林格寫道。“這是大家交談的好時間，它會讓你有個好心情，讓你對自己和你的朋友感情變得更好，它會消除一周的憂慮和焦慮。
 — William Grimes, "At Brunch, The More Bizarre The Better" 紐約時報, 1998
此外，上述的短文有時被認為是記者弗蘭克·沃德·奧馬利（Frank Ward O'Malley）曾經為紐約報紙“太陽報”於1906年至1919年的撰文
，據稱這是基於一位記者典型的中午飲食習慣，除了標準的早餐食品外，亦可包含其他在一日不同時間內的食物。

## 大學或旅館
有些大學和旅館提供旿餐。旿餐時常供應自助吃到飽，也可以使用菜單點餐的方式使用。
餐點通常包括標準的早餐食物，如雞蛋，香腸，培根，堅果，火腿，水果，糕點，煎餅，鬆餅，烤餅等。

## 軍隊中
美國和英國的軍隊經常在餐飲中提供週末旿餐。 他們提供早餐和午餐選擇，開放時間約為09：00-13：00（或可能有多種時段）

## 其他地區

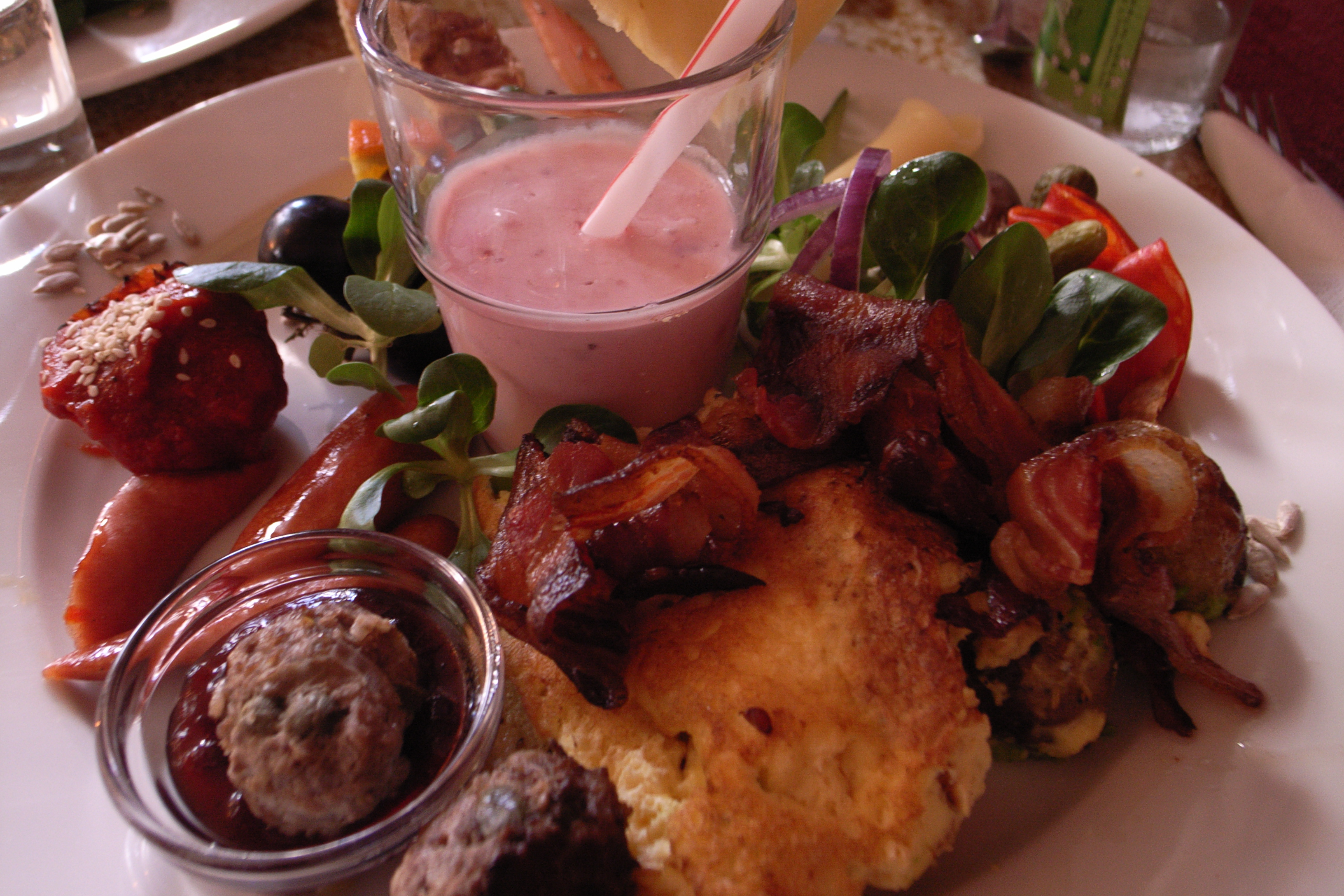
哥本哈根以及丹麦的Kalaset餐點

### 廣式點心
廣式點心在各地的中式餐廳裡也是一種受歡迎的旿餐。包括各種包子，餃子和其他鹹菜，油炸或烘烤的鹹食或甜食。顧客從經過的小車中挑選一盤，廚房會不斷補充，並出更新鮮的菜餚。吃點心的時間通常在接近中午，或從中午直到下午三點左右。

### 加拿大
在加拿大的部分地區，特別是南安大略地區，在星期天很多家庭常在旿餐時間和親朋好友聚會。典型的早午餐是可以持續數個小時，甚至延續到下午。基本上有雞蛋鬆餅或薄餅還有熏肉或魚，水果，沙拉，奶酪和甜點旁邊還附有蒙特利爾風格的法式薄餅。在多伦多以及溫哥華的市區周圍，有許多提供早午餐服務的餐廳。餐點也包括茶、蔬果汁、薄烤饼、鬆餅和西多士;肉類包括 火腿,燻肉和sausage；以雞蛋製成的有炒蛋、西式蛋餅、和火腿蛋鬆餅;麵包類有多士、貝果（bagel）、或牛角面包，糕點水果或水果沙拉、燻鮭魚、湯類等等。
許多餐廳及旅館也有提供早午餐，以自助餐的方式供應。
在加拿大，有些早午餐是自家製的私房菜色，另一種則是普遍餐廳可見的。有時會包括和美國早午餐相同的菜色，像是咖啡、茶、果汁，主餐包括煎餅、華夫餅和法國吐司，肉類，如火腿、培根和香腸；蛋類，如炒雞蛋、煎蛋捲和班尼克蛋；麵包產品，如麵包、百吉餅或羊角麵包; 糕點或蛋糕，如肉桂卷或咖啡餅；新鮮水果切片或水果沙拉。早午餐有時候也可以加一些跟早餐不相關的東西。例如烤肉、乳蛋餅、湯、煙熏鮭魚和沙拉，如柯布沙拉。當供應私房菜時，是自助式的方式。餐廳的早午餐也有可能以菜單可以提供客人選擇，客人可以選擇請服務人員來為你點菜。餐廳早午餐包括從家庭餐館等相對便宜到昂貴的價位，在高級餐廳或小酒館當中供應。

## 其他語言中的用法

### 法文
在魁北克省的法語辦公處中，接受早午餐為正式的語詞用法，還有另一個相似的用法叫déjeuner-buffet。然而，déjeuner 在魁北克省是早餐的意思。brunch的法文發音為[bʁɔ̃ʃ]。

## 旿餐圖集

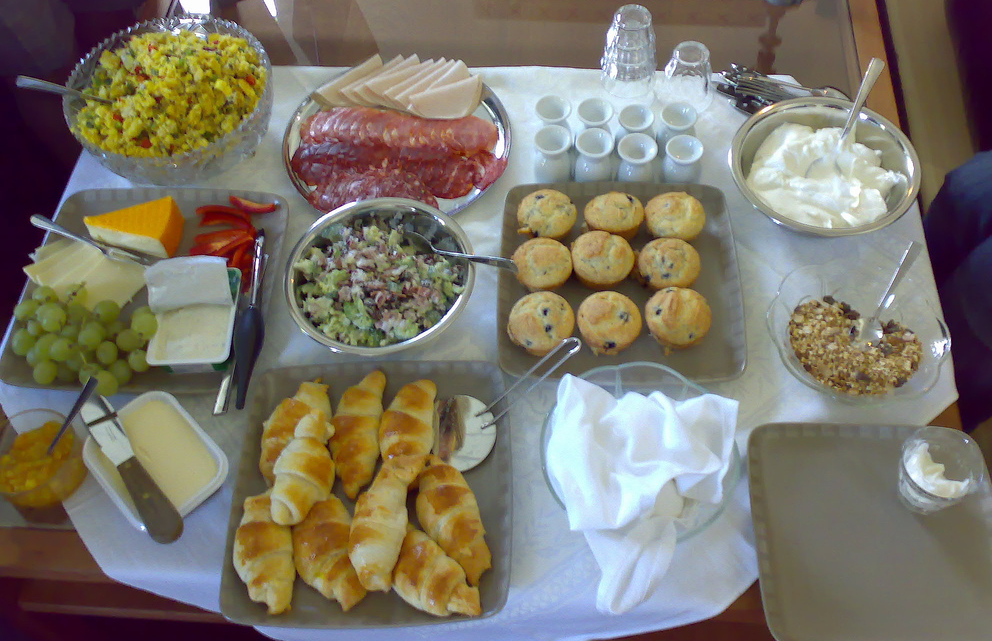
旿餐的餐點
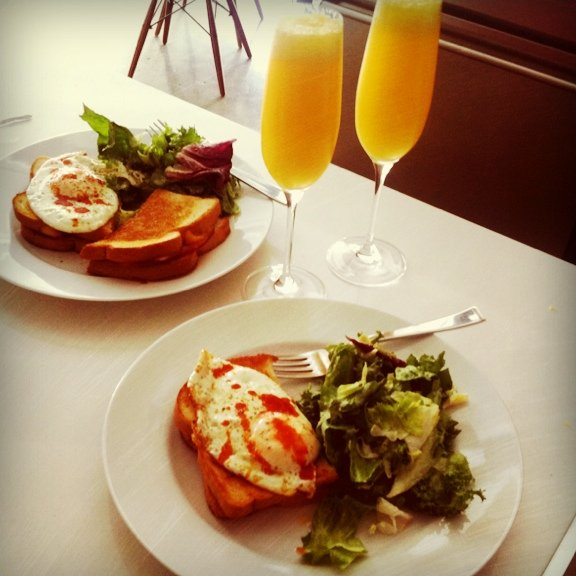
家庭式的旿餐，包含煎蛋夾土司、沙拉以及橙汁

## 外部連結
- "The Birth of Brunch: Where Did This Meal Come From Anyway?" Smithsonian.com Archive.today的存檔，存档日期2013-02-16
- Wikibooks Cookbook （页面存档备份，存于）